# Царевич
Царе́вич — славянский титул для сыновей царей, сперва иностранных и исторических лиц, затем, с появлением царств в Болгарии, Сербии и на Руси — для детей собственных государей.
Женское соответствие — царе́вна. Детей королей называли соответственно короле́вич и короле́вна.

## История
В России с XVI века слово царевич употреблялось в двух смыслах:
1. как титул сына русского царя (например, Алексей Петрович[1]);
2. как титул потомков (в любом поколении) грузинских царей (например, Давид[2]) и татарских ханов (отец такого царевича не обязательно сам был царём или ханом); самый знаменитый — царевич Касим, правитель Касимова, и его потомки.

В XVIII веке титул царевич/царевна был заменён на этимологически родственный титул цесаревич (который носили только наследники престола) и на титул великий князь/великая княжна (который носили все входившие в династию потомки государей, не только наследники).

## В культуре
- Иван-царевич[3][4] — один из наиболее известных героев русских сказок[5].
- Царевна-лягушка